# ATP Challenger Cordenons
Das ATP Challenger Cordenons (offizieller Name: Acqua Dolomia Serena Wines Tennis Cup Internazionali del Friuli Venezia Giulia, vormals Challenger Acqua Dolomia Serena Wines Tennis Cup) ist ein seit 2004 jährlich stattfindendes Tennisturnier in Cordenons, Italien. Es ist Teil der ATP Challenger Tour und wird im Freien auf Sand ausgetragen.

## Liste der Sieger

### Einzel
| Jahr | Sieger                  | Finalgegner             | Ergebnis             |
| ---- | ----------------------- | ----------------------- | -------------------- |
| 2025 | Dušan Lajović           | Lukas Neumayer          | 6:2, 7:63            |
| 2024 | Vilius Gaubas           | Carlos Taberner         | 2:6, 6:2, 6:4        |
| 2023 | Matteo Gigante          | Lukas Neumayer          | 6:0, 6:2             |
| 2022 | Zhang Zhizhen           | Andrea Vavassori        | 2:6, 7:65, 6:3       |
| 2021 | Francisco Cerúndolo     | Tomás Martín Etcheverry | 6:1, 6:2             |
| 2020 | Bernabé Zapata Miralles | Carlos Alcaraz          | 6:2, 4:6, 6:2        |
| 2019 | Christopher O’Connell   | Jeremy Jahn             | 7:5, 6:2             |
| 2018 | Paolo Lorenzi (2)       | Máté Valkusz            | 6:3, 3:6, 6:4        |
| 2017 | Elias Ymer              | Roberto Carballés Baena | 6:2, 6:3             |
| 2016 | Taro Daniel             | Daniel Gimeno Traver    | 6:3, 6:4             |
| 2015 | Filip Krajinović        | Adrian Ungur            | 5:7, 6:4, 4:1 aufgg. |
| 2014 | Albert Montañés         | Potito Starace          | 6:2, 6:4             |
| 2013 | Pablo Carreño Busta     | Grégoire Burquier       | 6:4, 6:4             |
| 2012 | Paolo Lorenzi (1)       | Daniel Gimeno Traver    | 7:65, 6:3            |
| 2011 | Daniel Muñoz de la Nava | Nicolás Pastor          | 6:4, 2:6, 6:2        |
| 2010 | Steve Darcis            | Daniel Muñoz de la Nava | 6:2, 6:4             |
| 2009 | Peter Luczak            | Olivier Rochus          | 6:3, 3:6, 6:1        |
| 2008 | Filippo Volandri        | Óscar Hernández         | 6:3, 7:5             |
| 2007 | Máximo González         | Mariano Puerta          | 2:6, 7:5, 7:5        |
| 2006 | Konstantinos Economidis | Mathieu Montcourt       | 6:3, 6:2             |
| 2005 | Carlos Berlocq          | Jérôme Haehnel          | 7:64, 6:4            |
| 2004 | Daniel Gimeno Traver    | Daniel Köllerer         | 4:6, 6:4, 6:3        |

### Doppel
| Jahr | Sieger                             | Finalgegner                           | Ergebnis               |
| ---- | ---------------------------------- | ------------------------------------- | ---------------------- |
| 2025 | Andrew Paulson Michael Vrbenský    | Boris Arias Murkel Dellien            | 6:4, 6:2               |
| 2024 | Marco Bortolotti Matthew Romios    | Jiří Barnat Andrew Paulson            | kampflos               |
| 2023 | Giovanni Fonio Francesco Forti     | Niki Kaliyanda Poonacha Adam Taylor   | 5:7, 6:1, [10:7]       |
| 2022 | Dustin Brown Andrea Vavassori      | Ivan Sabanov Matej Sabanov            | 6:4, 7:5               |
| 2021 | Orlando Luz Rafael Matos           | Sergio Galdós Renzo Olivo             | 6:4, 7:65              |
| 2020 | Ariel Behar Andrei Golubew         | Andrés Molteni Hugo Nys               | 7:5, 6:4               |
| 2019 | Tomislav Brkić Ante Pavić          | Nikola Čačić Antonio Šančić           | 6:2, 6:3               |
| 2018 | Denys Moltschanow Igor Zelenay (2) | Andrej Martin Daniel Muñoz de la Nava | 3:6, 6:3, [11:9]       |
| 2017 | Roman Jebavý Zdeněk Kolář          | Matwé Middelkoop Igor Zelenay         | 6:2, 6:3               |
| 2016 | Andre Begemann Aljaksandr Bury     | Roman Jebavý Zdeněk Kolář             | 5:7, 6:4, [11:9]       |
| 2015 | Andrej Martin Igor Zelenay (1)     | Dino Marcan Antonio Šančić            | 6:4, 5:7, [10:8]       |
| 2014 | Potito Starace Adrian Ungur        | František Čermák Lukáš Dlouhý         | 6:2, 6:4               |
| 2013 | Marin Draganja Franko Škugor       | Norbert Gombos Roman Jebavý           | 6:4, 6:4               |
| 2012 | Lukáš Dlouhý Michal Mertiňák       | Philipp Marx Florin Mergea            | 5:7, 7:5, [10:7]       |
| 2011 | Julian Knowle Michael Kohlmann     | Colin Ebelthite Adam Feeney           | 2:6, 7:5, [10:5]       |
| 2010 | Robin Haase Rogier Wassen          | Jamie Cerretani Adil Shamasdin        | 7:614, 7:5             |
| 2009 | Jamie Cerretani Travis Rettenmaier | Peter Luczak Alessandro Motti         | 4:6, 6:3, [11:9]       |
| 2008 | Marco Crugnola Alessio di Mauro    | David Škoch Igor Zelenay              | 1:6, 6:4, [10:6]       |
| 2007 | Alessandro Da Col Andrea Stoppini  | Alberto Brizzi Marco Pedrini          | 6:3, 7:65              |
| 2006 | Francesco Aldi Lovro Zovko         | Marco Crugnola Marco Pedrini          | 6:4, 6:3               |
| 2005 | vor Finale abgebrochen             | vor Finale abgebrochen                | vor Finale abgebrochen |
| 2004 | Leonardo Azzaro Kornél Bardóczky   | Andrea Merati Christophe Rochus       | 6:2, 6:0               |